# NIPPON@WORLD
NIPPON@WORLD（にっぽんあっとわーるど）は、フジテレビ系列で2007年10月17日から2008年3月19日まで毎週水曜日 24:45〜25:08（JST）に放送していたバラエティ番組。全21回。

## 出演者
MC
- 眞鍋かをり
- Mie
- 優木まおみ（第5回・第8回放送分を除き出演）
- 松原渓（第5回・第8回放送で出演）

ナビゲーター
- 杉崎美香

コメンテーター
- 約5名（うち外国人約4名・日本人約1名）

ナレーター
- 田中良典
- 遠藤千芽

## 内容
番組内では外国で報じられているニュースや外国人ジャーナリストのコラムなどをVTRで紹介。MCはその話題について自由にトークし、コメンテーターが外国人としての意見・解説を行う。
MCは正座で番組を進行するスタイルをとっている。

### 特番
- 2008年1月1日 NIPPON@WORLD新春SP（24:35〜26:05）

## コーナー
- NIPPONのDNA

外国人に街頭インタビューし、ニッポンについての意見・感想を聞く。
- 外国人が切り取った日本の風景

外国人が撮影した日本の風景を紹介する。
- 現代の東方見聞録

日本に何かを求めてやってきた外国人旅行者（バックパッカー）の密着レポート。
- 日本の伝統文化を愛する外国人
- 外国人がすすめる母国の味
- ナゼナゼ?隊

外国人が疑問に感じる日本人の何気ない行動に視点を置いたコーナー。2008年3月13日放送分をもって杉崎美香による爆破によりナゼナゼ?隊が壊滅。

## ネット局
（※はHD放送）
| 放送局名           | 放送曜日と放送時間  | 備考        |
| ------------------ | ------------------- | ----------- |
| フジテレビ         | 水曜日 24:45〜25:08 | 制作局※     |
| 北海道文化放送     | 火曜日 24:45〜25:10 | 13日遅れ    |
| 秋田テレビ         | 水曜日 15:05〜15:30 | 7日遅れ     |
| 岩手めんこいテレビ | 水曜日 24:45〜25:08 | 同時ネット※ |
| さくらんぼテレビ   | 木曜日 25:15〜25:40 | 8日遅れ     |
| 仙台放送           | 水曜日 24:45〜25:08 | 同時ネット※ |
| 福島テレビ         | 木曜日 15:05〜15:30 | 8日遅れ     |
| 長野放送           | 月曜日 25:00〜25:23 | 19日遅れ※   |
| 東海テレビ放送     | 火曜日 25:25〜25:50 | ※           |
| テレビ静岡         | 木曜日 25:15〜25:40 | 36日遅れ    |
| テレビ新広島       | 月曜日 24:35〜25:00 | 19日遅れ    |
| テレビ西日本       | 水曜日 26:40〜27:05 | 7日遅れ     |
| サガテレビ         | 木曜日 24:35〜25:05 | 29日遅れ    |
| 鹿児島テレビ       | 日曜日 14:35〜15:00 | 25日遅れ    |
| 沖縄テレビ         | 金曜日 14:05〜14:30 | 9日遅れ     |

## スタッフ
- 企画：高瀬敦也（フジテレビ）
- 構成：小笠原英樹、森一盛、古川シュウジ、杉山菜穂子
- ＴＰ：高瀬義美
- ＳＷ：岩沢忠夫、高田治
- ＣＡＭ：藤江雅和、小出豊、岩田一巳
- ＶＥ：原啓教、谷古宇利勝、高橋正直
- ＡＵＤ：松本政利、杉山直樹、奈良岡純一、本間祥吾
- ＬＤ：藤井梅雄、前島秀之、鈴木喜政
- デザイン：安藤典和
- 美術：竹中健
- 美術進行：今井隆之
- ＣＧ：清水正彦（ビーグル）
- タイトル：谷本篤史
- ＥＥＤ：石井謙作、尾形義浩、関原忍（毎週）、岩田久奈（最終回のみ）
- ＭＡ：小林ケント、兒子仁、田村佑資（最終回のみ）
- 音効：Thee BLUEBEAT
- 技術協力：ニューテレス、FLT、ヌーベルバーグ
- 美術協力：フジアール
- ＴＫ：矢島由紀子
- 広報：名須川京子（フジテレビ）
- リサーチ：高野雄宇
- ＡＰ：柏俣絵里子
- ＡＤ：中山健志、木幡直樹、飯塚翔
- ブレーン：菅野貴志
- ディレクター：川端鉄也、柳さおり、相澤宏明、中野貴博、関口公平
- 演出：川口智久
- プロデューサー：高松明央
- 制作協力：いまじん
- 制作著作：フジテレビ

| フジテレビ 水曜日深夜0時台後半 | フジテレビ 水曜日深夜0時台後半 | フジテレビ 水曜日深夜0時台後半                                                           |
| 前番組                         | 番組名                         | 次番組                                                                                   |
| ------------------------------ | ------------------------------ | ---------------------------------------------------------------------------------------- |
| 魁!音楽番付〜Vegas〜           | NIPPON@WORLD                   | MANNINGEN ※実質上の次番組は 〜ジョーデキ!POP COMPANY〜POP屋 （月曜深夜0時45分〜1時10分） |